# Храм Николая Чудотворца (Минеральные Воды)
Храм Николая Чудотворца — приходской православный храм в городе Минеральные Воды Ставропольского края. Входит в состав Минераловодского благочиния Пятигорской епархии Русской православной церкви.
Престольный день: 19 декабря и 22 мая.

## Историческая справка
Первое здание Покровской церкви было построено в посёлке Султановском (ныне город Минеральные Воды) в 1900 году. В 1937 году это здание было разобрано. В 1944 году для церкви был пожертвован участок земли на улице Свободы. В тот же год был совершен крестный ход и на месте будущей церкви установлен крест. Построенную церковь освятили в честь Покрова Пресвятой Богородицы 3 сентября 1950 года.
19 ноября 1997 года по благословению Гедеона, митрополита Ставропольского и Владикавказского, храм переосвящён во имя Святителя Николая Чудотворца, архиепископа Мир Ликийских, в связи с завершением строительства нового храма в честь Покрова Пресвятой Богородицы в городе Минеральные Воды.

## Внешнее и внутреннее убранство
Кирпичная церковь, отличающаяся упрощёнными внешними архитектурными формами; с колокольней и кирпичной оградой.

## Святыни
- Древняя икона «Скоропослушница», написанная на горе Афон.